# Rezveratrol
A rezveratrol növényekben előforduló, nem flavonoid típusú, a polifenolok közé tartozó vegyület. Főleg a gyümölcsök, termések héjában a héj második, harmadik rétegében fordul elő. Elsősorban a szőlőben, vörös szőlőben, vörösborban, faeperben, málnában található meg. Jelentős mennyiségben tartalmaz rezveratrolt a kakaó, az étcsokoládé és a földimogyoró is.
A növények immunválaszként termelt vegyülete, mely a fertőzésektől védi. Mennyisége az éghajlat, a talaj és a növénykezelés függvénye.

## Egészségre gyakorolt hatása
Állatkísérletekben a vegyület rákellenes, gyulladáscsökkentő, vércukorcsökkentő és a kardiovaszkuláris rendszerre gyakorolt jótékony hatását mutatták ki, ezek azonban humán vizsgálatokban még nem bizonyítottak. Az egyetlen pozitív humán vizsgálatban a rezveratrol igen nagy dózisa (napi 3-5 g) volt szükséges a vércukorszint szignifikáns csökkentéséhez.
A Johns Hopkins Egyetem kutatócsoportja 1998-tól 2009-ig tartó kutatása során nem talált egyértelmű bizonyítékot a rezveratrol jótékony hatásaira. Megállapításuk szerint: „A vizelet rezveratroltartalma nem mutatott összefüggést sem a halál, sem a szívproblémák, sem a rosszindulatú daganat kockázatával. Nem találtak kapcsolatot a vérben található, gyulladást jelző anyagok szintjével sem.”